# Katja Riemann
Katja Hannchen Leni Riemann (Weyhe, 1 de novembro de 1963) é uma atriz, cantora e autora alemã. Estreou como atriz 1987 no filme Sommer in Lesmona. Ficou conhecida em 1990 com a série de televisão Regina auf den Stufen e em 1997 como Emma Moor no filme Bandits de Katja von Garnier.
Em 1999, Riemann publicou um livro infantil chamado O Nome do Sol, ilustrado por sua irmã mais velha.